# ساها (دهانه)
ساها یک دهانه برخوردی در ماه‌ است.

## دهانه‌های اقماری
این دهانه ۸ دهانه اقماری دارد.
| Saha | عرض جغرافیایی | طول جغرافیایی | قطر          |
| ---- | ------------- | ------------- | ------------ |
| C    | ۱.۴° N        | ۱۰۷.۸° E      | ۶۴.۰ کیلومتر |
| B    | ۱.۵° N        | ۱۰۴.۵° E      | ۳۴.۰ کیلومتر |
| E    | ۰.۲° S        | ۱۰۷.۶° E      | ۲۸.۰ کیلومتر |
| D    | ۰.۱° N        | ۱۰۷.۵° E      | ۳۵.۰ کیلومتر |
| J    | ۴.۰° S        | ۱۰۵.۳° E      | ۵۲.۰ کیلومتر |
| M    | ۲.۲° S        | ۱۰۲.۶° E      | ۱۸.۰ کیلومتر |
| N    | ۴.۱° S        | ۱۰۱.۵° E      | ۴۹.۰ کیلومتر |
| W    | ۰.۶° S        | ۱۰۱.۴° E      | ۳۴.۰ کیلومتر |